# Tro-Bro Léon 2022
Il Tro-Bro Léon 2022, trentottesima edizione della corsa, valevole come ventitreesima prova dell'UCI ProSeries 2022 categoria 1.Pro e come nona prova della Coppa di Francia, si è svolto il 15 maggio 2022 su un percorso di 207,8 km, con partenza e arrivo a Lannilis, in Francia. La vittoria fu appannaggio del francese Hugo Hofstetter, il quale completò il percorso in 5h07'15", alla media di 40,579 km/h, precedendo l'italiano Luca Mozzato e il britannico Connor Swift.
Sul traguardo di Lannilis 84 ciclisti, su 150 partiti dalla medesima località, portarono a termine la competizione.

## Squadre e corridori partecipanti
| N.      | Cod. | Squadra                   |
| ------- | ---- | ------------------------- |
| 1-7     | ARK  | Team Arkéa-Samsic         |
| 11-17   | ACT  | AG2R Citroën Team         |
| 21-27   | COF  | Cofidis                   |
| 31-37   | GFC  | Groupama-FDJ              |
| 41-47   | IWG  | Intermarché-Wanty-Gobert  |
| 51-57   | LTS  | Lotto Soudal              |
| 61-67   | UAD  | UAE Team Emirates         |
| 71-77   | BBK  | B&B Hotels-KTM            |
| 81-87   | BWB  | Bingoal Pauwels Sauces WB |
| 91-97   | BBH  | Burgos-BH                 |
| 101-107 | CJR  | Caja Rural-Seguros RGA    |

| N.      | Cod. | Squadra                          |
| ------- | ---- | -------------------------------- |
| 111-117 | EKP  | Equipo Kern Pharma               |
| 121-127 | EUS  | Euskaltel-Euskadi                |
| 131-137 | HPM  | Human Powered Health             |
| 141-147 | TEN  | TotalEnergies                    |
| 151-157 | UXT  | Uno-X Pro Cycling Team           |
| 161-167 | GRL  | Go Sport-Roubaix Lille Métropole |
| 171-177 | NMC  | Nice Métropole Côte d'Azur       |
| 181-187 | AUB  | St Michel-Auber 93               |
| 191-197 | UNA  | Team U Nantes Atlantique         |
| 201-207 | BAI  | Bike Aid                         |
| 211-217 | PTU  | Premier Tech U23 Cycling Project |

## Ordine d'arrivo (Top 10)
| Pos. | Corridore          | Squadra   | Tempo    |
| ---- | ------------------ | --------- | -------- |
| 1    | Hugo Hofstetter    | Arkéa     | 5h07'15" |
| 2    | Luca Mozzato       | B&B       | s.t.     |
| 3    | Connor Swift       | Arkéa     | a 9"     |
| 4    | Arnaud De Lie      | Lotto     | a 30"    |
| 5    | Samuel Watson      | Groupama  | s.t.     |
| 6    | Matis Louvel       | Arkéa     | s.t.     |
| 7    | Laurent Pichon     | Arkéa     | s.t.     |
| 8    | Morné Van Niekerk  | St Michel | s.t.     |
| 9    | Stan Dewulf        | AG2R      | s.t.     |
| 10   | Matthieu Ladagnous | Groupama  | a 33"    |